# Splanemann-Siedlung

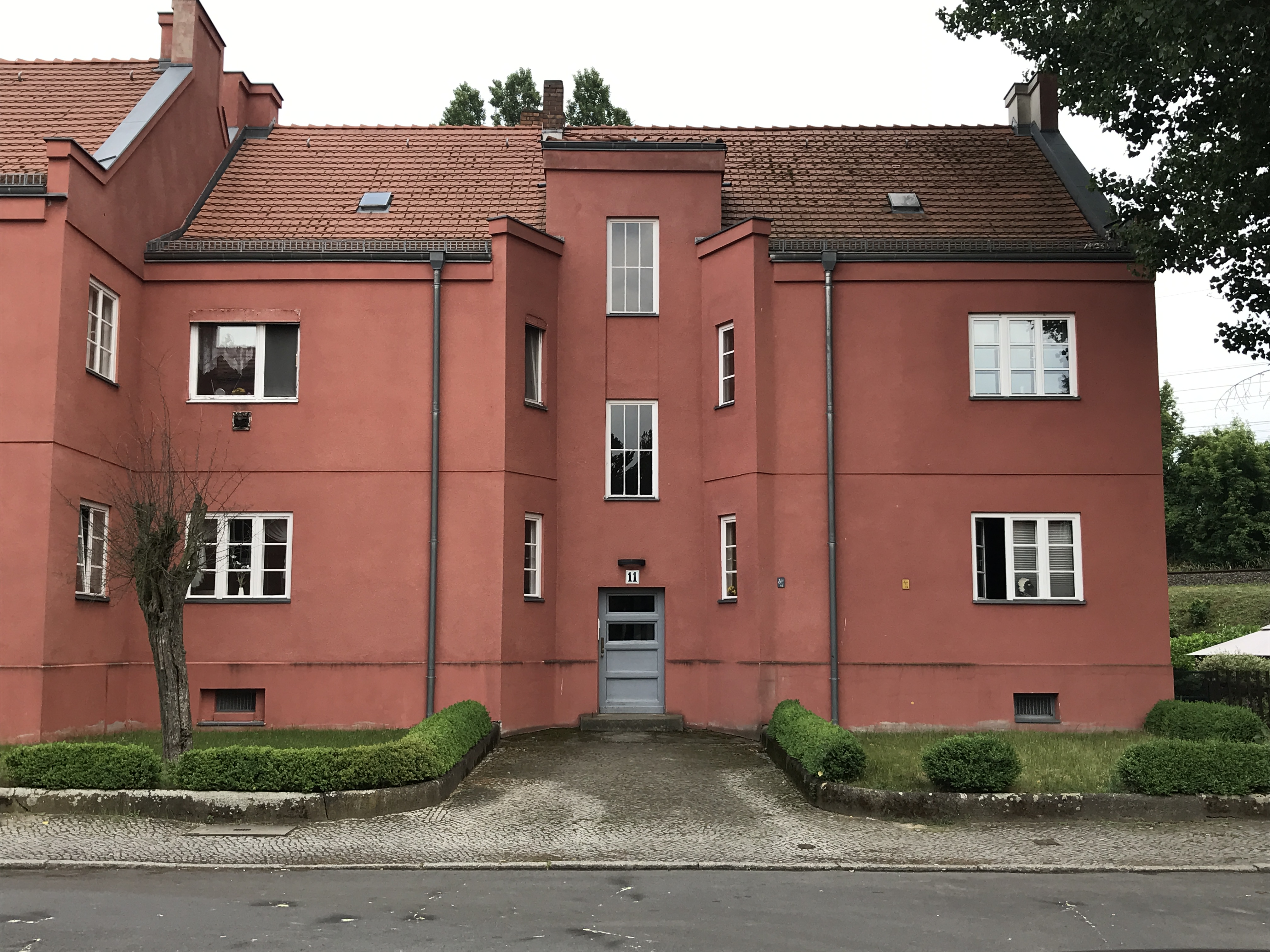
Splanemann-Siedlung (2018)

Die Splanemann-Siedlung ist eine Siedlung im Ortsteil Friedrichsfelde des Berliner Bezirks Lichtenberg. Sie wurde 1926 bis 1930 als erste deutsche Siedlung in Plattenbauweise errichtet. Zunächst wurde sie als Kriegerheimsiedlung bezeichnet, seit 1951 trägt sie ihren heutigen Namen nach dem Kommunisten Herbert Splanemann. Die Siedlung steht seit 1981 unter Denkmalschutz.

## Lage

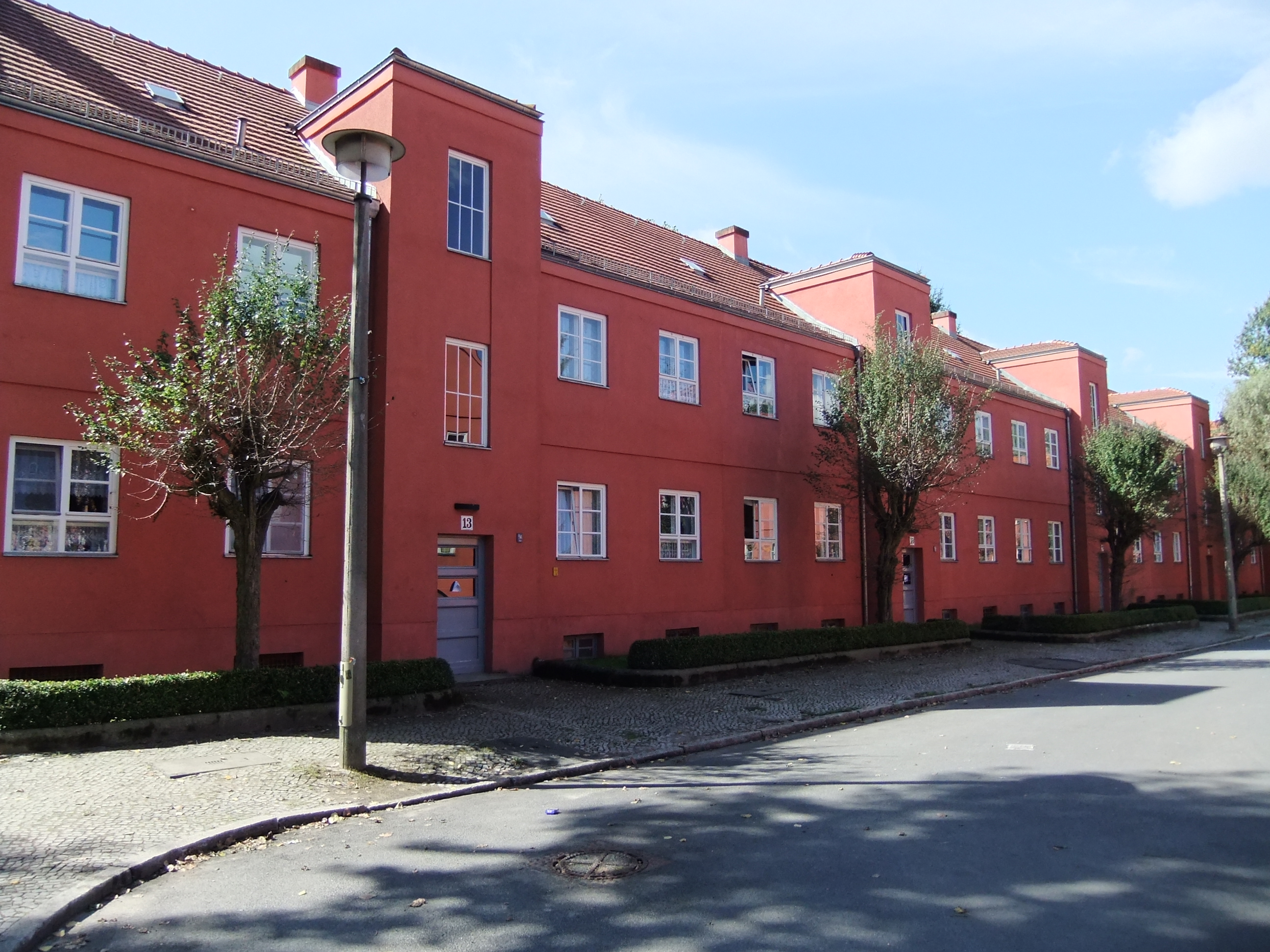
Splanemann-Siedlung

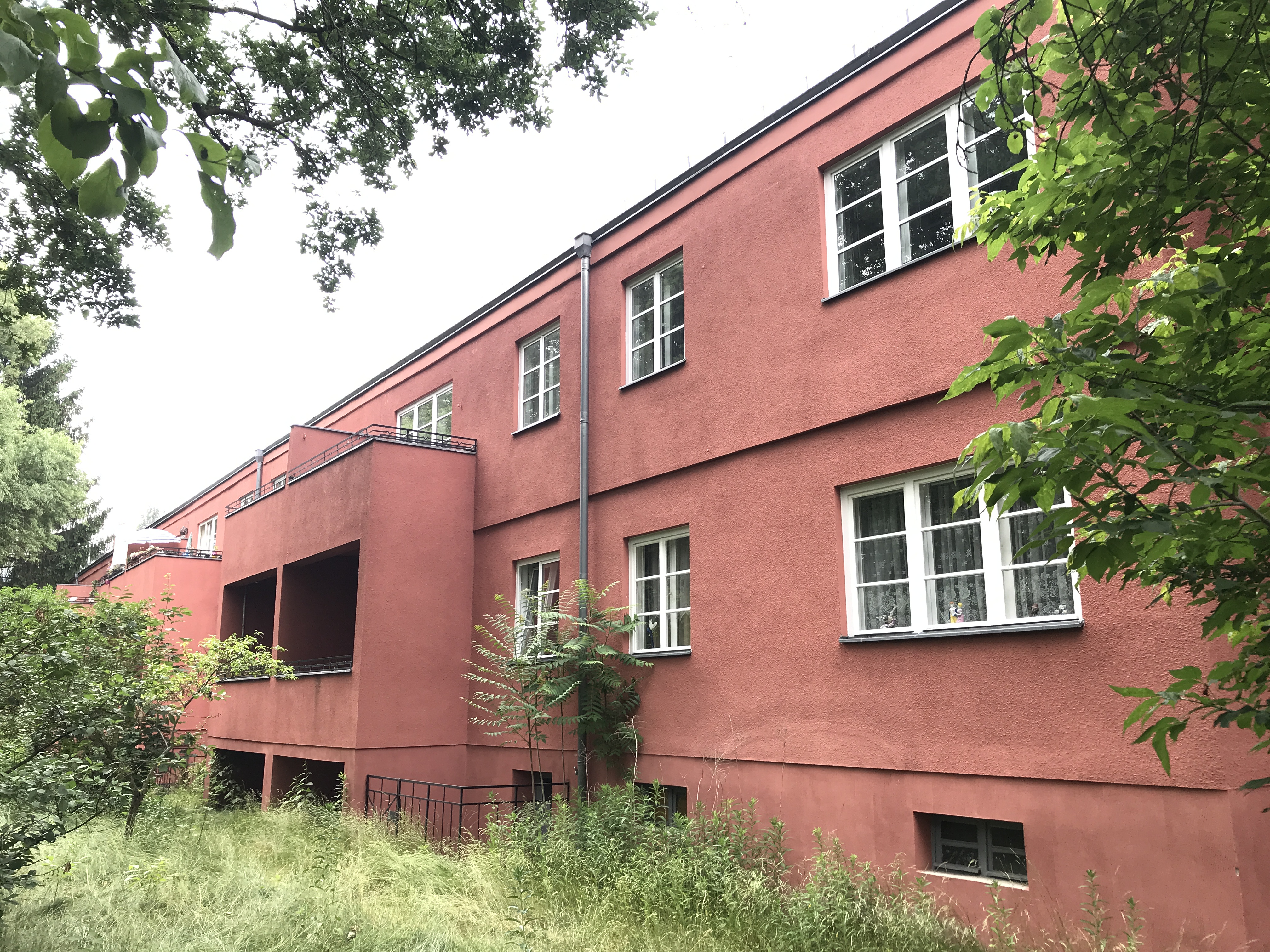
Gebäuderückseite

Die Splanemann-Siedlung liegt im Süden Friedrichsfeldes an der Grenze zum Ortsteil Karlshorst zwischen der Sewanstraße und dem Bahndamm der VnK-Strecke.

## Geschichte
Die Siedlung wurde 1926–1930 als Kriegsversehrtensiedlung errichtet und sollte preiswerte Kleinwohnungen für Kriegsteilnehmer und Hinterbliebene bereitstellen. Sie hatte nie einen offiziellen Namen, sondern wurde zunächst Kriegerheimsiedlung nach der Haupterschließungsstraße, der Kriegerheimstraße, genannt. Mit der Umbenennung der Kriegerheimstraße in Splanemannstraße im Jahr 1951 erhielt auch die anliegende Siedlung den Namen des Widerstandskämpfers.

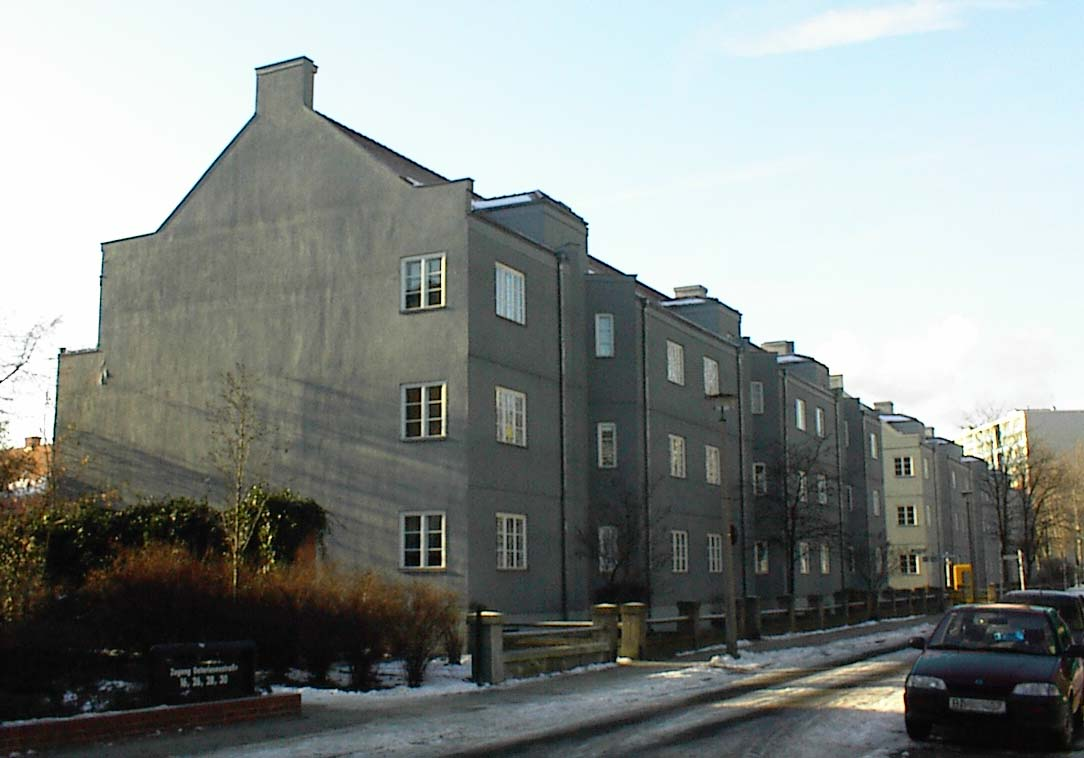
Splanemannsiedlung (2006)

Der Entwurf stammt von den Architekten Wilhelm Primke und Jakob Goettel. Die Siedlung sollte ursprünglich im konventionellen Mauerwerksbau errichtet werden, als der Berliner Stadtbaurat Martin Wagner anordnete, den Entwurf für die Plattenbauweise umzuarbeiten. Wagner wollte ein Experimentierfeld für industrielle Bauverfahren schaffen und diesen Entwurf dafür nutzen. Bauherr war der Reichsbund der Kriegsbeschädigten, Kriegsteilnehmer und Kriegerhinterbliebenen.
Die Bauarbeiten wurden durch die „Occident“ Deutsche Baugesellschaft mbH ausgeführt. Sie errichtete auf einer ehemaligen Kleingartenfläche acht Gebäudezeilen mit 27 zwei- bis dreistöckigen Häusern und 138 Wohnungen. Alle waren mit Bad, Toilette, Küche sowie Balkon oder Loggia ausgestattet und wurden mit Kachelöfen beheizt. Kleine Vorgärten und hinter den Häusern liegende Mietergärten sollten dem Motto „Licht, Luft und Sonne für alle“ gerecht werden. Das Ensemble gilt als erster Versuch industriellen Wohnungsbaus in Deutschland, es waren die ersten Gebäude, die mit vorgefertigten Großplatten errichtet wurden. Zum Einsatz kam das damals neuartige niederländische Verfahren „Bron“, bekannt geworden durch die Amsterdamer Siedlung „Betondorp“ aus den Jahren 1923–1925.
Die Betontafeln wurden nicht in einem externen Betonwerk hergestellt, sondern direkt auf der Baustelle gegossen. Die drei Meter hohen Standardelemente hatten eine Breite von 7,50 Metern mit Fenster- und Türöffnungen. Die mit Stahl armierten Platten wurden schichtweise gegossen und trockneten dann zehn Tage. Die etwa sieben Tonnen schweren Platten wurden mit Hilfe eines Portalkrans gesetzt, ausgerichtet und montiert. So konnten in acht Stunden bis zu 360 m² Wand aufgestellt werden. Wenn die erste Etage fertiggestellt war, konnten die Platten für das zweite Obergeschoss gegossen werden. Auf der Innenseite wurde ein dünner Putz aufgebracht, außen wurden sie nur angestrichen. Es gab acht verschiedene Außen- und vier unterschiedliche Innenplatten. Keller und Schornsteine mussten in konventioneller Ziegelbauweise errichtet werden, Decken und Dachstuhl entstanden in traditioneller Holzkonstruktion. Die Häuser haben Satteldächer und zurückgesetzte Treppenhaussegmente. Die Grundfarbgebung war rotbraun, die Fenster in weiß abgesetzt.
Zwar wurde mit nur zwölf Plattentypen eine hohe Flexibilität erreicht, trotzdem erfüllte das Projekt nicht die Erwartungen. Die differenzierten Baukörper mit ihren Vor- und Rücksprüngen, die relativ kleinen Hauseinheiten und die unerwartet langen Trocknungszeiten der Bauteile verhinderten eine nennenswerte Zeit- und Kostenersparnis. Auch der immer noch notwendige Anteil an Holzkonstruktionen und die zu geringe Stückzahl brachten keine Einsparung gegenüber der traditionellen Bauweise. Größter Kostenfaktor war der Kraneinsatz. Daher wurde das Vorhaben nicht weiterverfolgt, und die Bauweise wurde bis nach dem Zweiten Weltkrieg in Berlin für den Wohnungsbau nicht mehr angewendet.
Im Zweiten Weltkrieg wurde eine komplette Häuserzeile mit 20 Wohnungen zerstört und nicht wieder aufgebaut. Die Siedlung steht seit 1981 unter Denkmalschutz, die Häuser befinden sich heute in Privatbesitz. Bei der Sanierung im Jahr 2002 wurden die Häuser rot und blau eingefärbt. Eine Tafel in der Siedlung informiert über Geschichte und Besonderheit der Häuserzeilen.